# Kaliakra
Kaliakra (bulharsky Калиакра) je mys na černomořském pobřeží v Dobričské oblasti Bulharska. Útesy dosahují výšky až sedmdesát metrů nad mořskou hladinou, jsou tvořeny převážně vápencem, obsah železa jim dává načervenalou barvu. Thrákové ho nazývali Tirizis, současný název pochází z řeckého Καλή Άκρα (Krásný mys). Lokalita je zařazena mezi stovku nejvýznamnějších turistických objektů Bulharska, v roce 1941 byla vyhlášena chráněným územím.
Na mysu se nachází zbytky hradu knížete Dobrotici, který byl ve 14. století vládcem fakticky nezávislého dobrudžského státu, maják, vyhlídková restaurace, muzeum, rozhlasový vysílač, větrná elektrárna a pomník admirála Fjodora Fjodoroviče Ušakova připomínající námořní bitvu z 11. srpna 1791, která rozhodla o ruském vítězství nad Osmanskou říší. S takzvanou „branou čtyřiceti panen“ je spojena legenda, podle níž po dobytí oblasti Turky čtyřicet místních dívek propletlo dohromady své vlasy a vrhlo se společně ze skály do moře, aby unikly nepřátelskému zajetí. Podle jiné legendy ukryl v blízkosti mysu svůj poklad starověký vojevůdce Lýsimachos.
Kaliakra je hnízdištěm tažných ptáků jako je kormorán chocholatý, potápka malá, bělořit bělohlavý, dudek chocholatý, ťuhýk menší, kalandra zpěvná a další druhy. Ze skal je také možno pozorovat život v moři, především delfíny.
V sousedství mysu se nachází jeskyně Bolata, která je významnou přírodní památkou. Dvanáct kilometrů západním směrem je vzdáleno město Kavarna; místní fotbalový klub, který hrál krátce i bulharskou nejvyšší soutěž, nese název FK Kaliakra Kavarna. Podle mysu se jmenuje také ledovec Kaliakra na antarktickém Livingstonově ostrově.